# フレームアウト
フレームアウト (英: flameout) とは、ジェットエンジンの燃焼室内にて燃焼が停止することによって生じる、エンジン停止のこと。
フレームアウトにはいくつかの原因があり、先行機の高温高圧で酸素濃度が非常に低い排気ガス（ジェット後流とも言う）の吸入、燃料供給系統の支障、不充分な酸素供給、鳥（バードストライク）・火山灰・雹などの異物吸入、機械的故障、悪天候などといったものがある。
フレームアウトは、巡航時や降下時といった、エンジンが中～低出力に設定されている際に発生することが多い。多くの場合大事には至らない。フレームアウトから回復させる為にはパイロットはエンジンへの燃料供給を確保し、自機の飛行手順書に詳述される手順に沿ってエンジンを再始動すればよい。
ドイツで初期のジェット機であるメッサーシュミット Me262で使用されていた初期のユンカース・ユモ004のようなジェットエンジンは、フレームアウトを起こす可能性が大きかった。急激な加速や不適切なスロットル操作により空気/燃料比率が悪化し、フレームアウトが発生した。低高度で発生したフレームアウトは、しばしば航空機の損失をもたらした。
しかしながら、現代のジェット航空機は高品質な設計がなされており、さらにパフォーマンスを最適状態に維持するシステム（FADEC）により制御されている。そのため、今日におけるフレームアウトは、草創期のジェット航空機と比較して危険性は下がっている。

## 特筆すべきフレームアウトに関する事故
ブリティッシュ・エアウェイズ9便エンジン故障事故
1982年、ブリティッシュ・エアウェイズ9便がガルングン山の火砕流上空で火山灰を吸い込み、エンジン4基が全て停止した。パイロット達は全てのエンジンの再始動に成功し、（うち1基は再び停止した）無事に着陸した。
タカ航空110便緊急着陸事故
1988年、タカ航空110便の両エンジンが雹を吸い込み停止。一度はAPUで再始動できたもののオーバーヒートし、再び推力を失い、滑空状態に陥った後にNASA敷地の堤防に不時着した。
ガルーダ・インドネシア航空421便不時着事故
2002年、ガルーダ・インドネシア航空421便は激しい雷雨に遭遇。両エンジンが停止し、再始動を試みるも失敗。APUを始動させようとしたところ非常用電源も全て喪失。グライダー状態に陥りながらもソロ川に不時着水した。
ピナクル航空3701便墜落事故
2004年、ピナクル航空3701便は最大高度で過度に低速で飛んだために2基しかないエンジンの両方が停止した。パイロット達は再始動しようとしたが失敗し、ミズーリ州ジェファーソン付近に墜落した。
USエアウェイズ1549便不時着水事故
2009年、USエアウェイズ1549便がバードストライクにより全エンジンが同時にフレームアウト。飛行高度の維持が出来なくなり、近くを流れるハドソン川に不時着水した。離陸直後であったため低空を飛行しており、異常発生から着水まで3分程度の時間しなかった。
ウラル航空178便不時着事故
2019年、ウラル航空178便がバードストライクにより全エンジンが同時にフレームアウト。滑走路先のトウモロコシ畑に不時着した。